# District de Vannes
Le district de Vannes est une ancienne division territoriale française du département du Morbihan de 1790 à 1795.
Il était composé des cantons de Vannes, Arradon, Elven, Grand Champ, Saint Avez, Sarzeau et Surzur.